# Estany Petit (Porta)
L'Estany Petit és un llac d'origen glacial dels Pirineus, del terme comunal de Porta, de l'Alta Cerdanya, a la Catalunya del Nord.
És a a la vall de la Ribera de Campcardós, a la zona central - occidental del terme de Porta, al costat oriental de l'Estany Gros.
Aquest estany és molt concorregut per les rutes excursionistes que recorren els Pirineus de la zona oriental d'Andorra i occidental de la Cerdanya.